# Kreis Herzogtum Lauenburg
Lauenburg er en tysk kreis i delstaten Slesvig-Holsten. Den ligger mellem Lübeck og Elben og har 200.819 indbyggere (31. december 2021). 
Lauenborg var et hertugdømme, som fra 1815 til 1864 var  en del af det danske monarki.
Oprindeligt var Lauenborg en del af Saksen (svarer til det nuværende Nedersaksen). I 1200-tallet blev området et hertugdømme under navnet Sachsen-Lauenburg. I 1700-tallet var Lauenborg en del af fyrstedømmet Hannover. I 1815 afstod Hannover området til Preussen.   
Den danske kong Frederik 6. afstod i 1815 Svensk Forpommern til Preussen. Han fik til gengæld Lauenborg, som han derved blev hertug af. Svensk Forpommern havde kongen fået ved freden i Kiel i 1814 som kompensation for at give Norge til kongen af Sverige. 
Lauenborg var neutralt under Treårskrigen 1848-1850.  
Lauenborg måtte efter nederlaget i 1864 afstås sammen med hertugdømmerne Slesvig og Holsten til sejrherrerne Preussen og Østrig. Efter Østrigs nederlag til Preussen i 1866 blev alle tre hertugdømmer indlemmet i Kongeriget Preussen. I 1864-1876 var Lauenborg dog i personalunion med Preussen.  
Området udgør i dag den sydøstligste del af Slesvig-Holsten. Hovedbyen er Ratzeburg.

## Byer, amter og kommuner
(Indbyggertal pr.  2018-12-31
)
| Amtsfrie byer                                                                          |                                                                                                 |
| -------------------------------------------------------------------------------------- | ----------------------------------------------------------------------------------------------- |
| - 1. Geesthacht, Stadt (30551) - 2. Lauenburg, Stadt (11444) - 3. Mölln, Stadt (19031) | - 4. Ratzeburg, Stadt (14652) - 5. Schwarzenbek, Stadt (16447) - 6. Wentorf bei Hamburg (13349) |

Amter med tilhørende kommuner/byer (* = forvaltningsby)
| - 1. Amt Berkenthin (8448) 1. Behlendorf (388) 2. Berkenthin* (2094) 3. Bliestorf (651) 4. Düchelsdorf (163) 5. Göldenitz (236) 6. Kastorf (1120) 7. Klempau (611) 8. Krummesse (1756) 9. Niendorf bei Berkenthin (192) 10. Rondeshagen (816) 11. Sierksrade (421) - 2. Amt Breitenfelde (6567) (Sitz: Mölln) 1. Alt Mölln (885) 2. Bälau (231) 3. Borstorf (305) 4. Breitenfelde (1939) 5. Grambek (490) 6. Hornbek (190) 7. Lehmrade (549) 8. Niendorf a. d. St. (660) 9. Schretstaken (507) 10. Talkau (521) 11. Woltersdorf (290) - 3. Amt Büchen (14035) 1. Besenthal (89) 2. Bröthen (318) 3. Büchen* (5855) 4. Fitzen (360) 5. Göttin (70) 6. Gudow (1649) 7. Güster (1270) 8. Klein Pampau (639) 9. Langenlehsten (158) 10. Müssen (1141) 11. Roseburg (531) 12. Schulendorf (469) 13. Siebeneichen (259) 14. Tramm (360) 15. Witzeeze (867) - 4. Amt Hohe Elbgeest (20309) 1. Aumühle (3275) 2. Börnsen (4764) 3. Dassendorf* (3334) 4. Escheburg (3421) 5. Hamwarde (870) 6. Hohenhorn (560) 7. Kröppelshagen-Fahrendorf (1287) 8. Wiershop (199) 9. Wohltorf (2414) 10. Worth (185) 11. Sachsenwald (Forstgutsbezirk), gemeindefreies Gebiet | - 5. Amt Lauenburgische Seen (13551) (Sitz: Ratzeburg) 1. Albsfelde (73) 2. Bäk (880) 3. Brunsmark (157) 4. Buchholz (241) 5. Einhaus (412) 6. Fredeburg (39) 7. Giesensdorf (149) 8. Groß Disnack (86) 9. Groß Grönau (3755) 10. Groß Sarau (993) 11. Harmsdorf (317) 12. Hollenbek (426) 13. Horst (204) 14. Kittlitz (254) 15. Klein Zecher (238) 16. Kulpin (204) 17. Mechow (129) 18. Mustin (728) 19. Pogeez (494) 20. Römnitz (58) 21. Salem (603) 22. Schmilau (555) 23. Seedorf (503) 24. Sterley (937) 25. Ziethen (1116) - 6. Amt Lütau (3910) (Sitz: Lauenburg/Elbe) 1. Basedow (647) 2. Buchhorst (150) 3. Dalldorf (352) 4. Juliusburg (166) 5. Krukow (148) 6. Krüzen (368) 7. Lanze (289) 8. Lütau (704) 9. Schnakenbek (863) 10. Wangelau (223) | - 7. Amt Sandesneben-Nusse (15529) 1. Duvensee (576) 2. Grinau (304) 3. Groß Boden (204) 4. Groß Schenkenberg (575) 5. Klinkrade (591) 6. Koberg (771) 7. Kühsen (357) 8. Labenz (842) 9. Lankau (479) 10. Linau (1252) 11. Lüchow (286) 12. Nusse (1108) 13. Panten (662) 14. Poggensee (362) 15. Ritzerau (305) 16. Sandesneben* (1829) 17. Schiphorst (633) 18. Schönberg (1361) 19. Schürensöhlen (158) 20. Siebenbäumen (614) 21. Sirksfelde (333) 22. Steinhorst (578) 23. Stubben (387) 24. Walksfelde (240) 25. Wentorf (Amt Sandesneben) (722) - 8. Amt Schwarzenbek-Land (9441) (Sitz: Schwarzenbek) 1. Basthorst (414) 2. Brunstorf (735) 3. Dahmker (144) 4. Elmenhorst (897) 5. Fuhlenhagen (383) 6. Grabau (349) 7. Groß Pampau (146) 8. Grove (248) 9. Gülzow (1321) 10. Hamfelde (508) 11. Havekost (185) 12. Kankelau (218) 13. Kasseburg (575) 14. Kollow (605) 15. Köthel (268) 16. Kuddewörde (1343) 17. Möhnsen (548) 18. Mühlenrade (178) 19. Sahms (376) |